# Dżereło
Dżereło (ukr. Джерело) – wieś na Ukrainie, w obwodzie żytomierskim, w rejonie olewskim. W 2001 roku liczyła 192 mieszkańców.